# Zahara de los Atunes
Zahara de los Atunes è una frazione del comune spagnolo di Barbate, nella provincia di Cadice, in Andalusia. 

## Geografia fisica
Il paese si trova nella parte sud della provincia di Cadice, nella comarca di La Janda, direttamente accanto al mare Atlantico sulla Costa de la Luz e a una serie di colline della Sierra del Retín e della Sierra de la Plata. Una parte del territorio locale è trovato nel comune di Tarifa, il comune limitrofo al sud di quello di Barbate. 

## Storia
Dall'inizio nell'epoca dei fenici, il paese è sempre cresciuto con la pesca del tonno, indicato nel nome, e storicamente era una delle tonnare più importante dell'Andalusia. 
Dall'inizio del XXI secolo il paese si è trasformato da un piccolo villaggio dei pescatori a una destinazione famosa nella Spagna, con tante nuove case e hotel per i turisti. La spiaggia e la vita notturna sono delle ragioni per quest'espansione. La spiaggia è considerata una delle spiagge più grandi dell'Andalusia, con 8km di spiaggia senza costruzioni urbanistici. Dalla spiaggia si può vedere il faro di Capo Trafalgar e la costa del Marocco.

## Amministrazione
A partire dal giugno 2011 la parte di Zahara de los Atunes nel comune di Barbate è classificata come un entidad local autónoma, con un municipio, consiglio e un sindaco. 
Il sindaco, eletto nel 2015, è Agustín Conejo Medina, esponente del partito locale Gente de Zahara.

## Monumenti e luoghi d'interesse
- Las Murallas del Palacio

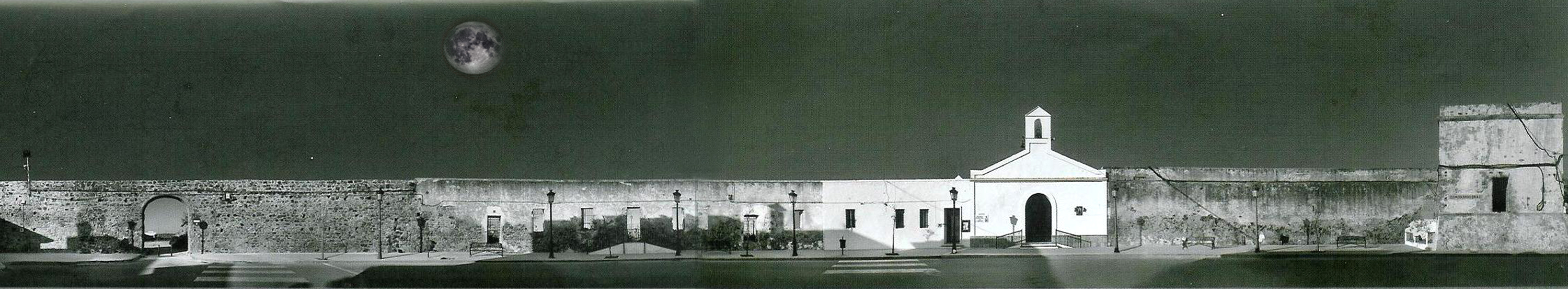

A partire dal 2004, il castello è considerato parte della lista dei edifici della Bien de Interés Cultural.